# Cabinet Lies
Basse-Saxe
Weil III 
Le cabinet Lies (en allemand : Kabinett Lies) est le gouvernement du Land allemand de Basse-Saxe depuis le 20 mai 2025, sous la 19e législature du Landtag.
Il est dirigé par le social-démocrate Olaf Lies et formé après la démission de Stephan Weil, au pouvoir depuis 12 ans. Il se compose de 10 ministres, dont un porte le titre de vice-ministre-président.
Majoritaire au Landtag, il est constitué d'une « coalition rouge-verte » entre le Parti social-démocrate et Les Verts.
Il succède au cabinet Weil III.

## Historique du mandat
Ce gouvernement est dirigé par le nouveau ministre-président social-démocrate Olaf Lies, précédemment ministre de l'Économie. Il est constitué et soutenu par une « coalition rouge-verte » entre le Parti social-démocrate d'Allemagne (SPD) et l'Alliance 90/Les Verts (Grünen). Ensemble, ils disposent de 81 députés sur 146, soit 55,5 % des sièges du Landtag.
Il est formé à la suite de la démission du ministre-président Stephan Weil, au pouvoir depuis 2013.
Il succède donc au cabinet Weil III, constitué et soutenu dans les mêmes conditions.

### Contexte
À la suite de la victoire du Parti social-démocrate et de la nette progression des Verts aux élections régionales du 9 octobre 2022, le SPD et les Grünen s'accordent pour former un gouvernement de coalition qui entre en fonction un mois après le scrutin.
Le 2 avril 2025, Stephan Weil annonce qu'il a l'intention de quitter ses fonctions au cours du mois suivant et propose le ministre de l'Économie Olaf Lies, perçu de longue date comme son dauphin, comme successeur.

### Formation
Lors d'un congrès extraordinaire du SPD de Basse-Saxe le 16 mai, Olaf Lies est formellement désigné candidat à la présidence du gouvernement à l'unanimité par les délégués. Les Grünen avaient déjà indiqué leur intention de poursuivre la coalition au pouvoir.
Le 20 mai, Olaf Lies est élu ministre-président de Basse-Saxe par le Landtag par 80 voix pour sur 144, un député écologiste étant absent. Il prête aussitôt serment puis forme son gouvernement. Il choisit Grant Hendrik Tonne comme successeur au ministère de l'Économie, nomme Melanie Walter ministre des Affaires européennes mais au sein de la chancellerie et non plus comme portefeuille indépendant, et transfère les compétences sur le numérique du ministère de l'Économie au ministère de l'Intérieur. Les ministres sont assermentés dans la foulée.

## Composition
- Par rapport au cabinet Weil III, les nouveaux ministres sont indiqués en gras et les ministres qui ont changé d'attributions sont indiqués en italique.

| Fonction                                                                | Nom | Nom                 | Parti  |
| ----------------------------------------------------------------------- | --- | ------------------- | ------ |
| Ministre-président                                                      |     | Olaf Lies           | SPD    |
| Vice-ministre-présidente Ministre de l'Éducation                        |     | Julia Hamburg       | Grünen |
| Ministre de l'Intérieur, des Sports et du Numérique                     |     | Daniela Behrens     | SPD    |
| Ministre de l'Économie, des Travaux publics et des Transports           |     | Grant Hendrik Tonne | SPD    |
| Ministre de l'Environnement, de l'Énergie et du Climat                  |     | Christian Meyer     | Grünen |
| Ministre des Finances                                                   |     | Gerald Heere        | Grünen |
| Ministre de la Justice                                                  |     | Kathrin Wahlmann    | SPD    |
| Ministre de l'Alimentation, de l'Agriculture et de la Consommation      |     | Miriam Staudte      | Grünen |
| Ministre de la Science et de la Culture                                 |     | Falko Mohrs         | SPD    |
| Ministre des Affaires sociales, du Travail, de la Santé et de l'Égalité |     | Andreas Philippi    | SPD    |
| Ministre des Affaires européennes et du Développement régional          |     | Melanie Walter      | SPD    |